# Eichsfeld-Altmark-Schwelle
Die Eichsfeld-Altmark-Schwelle ist eine NNE-SSW streichende paläogeographische Hebungsstruktur im Westabschnitt der Thüringisch-Sächsischen Großscholle.
Die Schwelle entstand vor über 250 Millionen Jahren und hatte eine Breite zwischen 10 und 20 Kilometern und überragte das umgebende Terrain um mehrere hundert Meter. Sie verläuft von der Altmark über den Harz, das Eichsfeld ins westliche Thüringen und trennt das Zentraleuropäische Becken in einen östlichen (Thüringisch-Westbrandenburgische Senke) Teil und einen westlichen (Niedersächsisch-Hessische Senke) Teil. Durch NW-SE streichende Querelemente wird sie in mehrere Teile gegliedert. 
Einen besonderen Abschnitt nimmt dabei die Region südlich des Harzes zwischen Bad Lauterberg und Bad Sachsa im Bereich der Eichsfeld-Schwelle ein, wo noch heute Reste dieser geologischen Strukturen (Riffbildungen) als Felsformationen zu erkennen sind.